# Луговое (Бакчарский район)
Лугово́е (Лугово́й) — упразднённый в 1961 году посёлок спецпереселенцев, затем населённый пункт Бакчарского района Томской области России. Полностью прекратил существование в начале 1960-х годов.

## География
Посёлок находился в тайге, на некотором удалении от берега реки Галки, приблизительно в 2-4 км западнее нынешнего села Большая Галка. На сегодняшний день здесь, в пределах территории Бакчарского сельского поселения, располагается безлесный участок, вытянутый с запада на восток, который носит название «урочище Луговое». Он окружён лесами (растут осина и берёза), связан просёлочной дорогой с Большой Галкой. Через урочище с юго-востока на северо-запад проходит ЛЭП.

## История
Посёлок был образован в 1931 году, для проживания крестьян-спецпереселенцев из Алтайского края и Новосибирской области, числом около 40 семей. Первоначально жители посёлка устроились в землянках. До 1933 года поселенцы занимались хозяйствованием по принципу «супряги» — совместного использования рабочего скота несколькими семьями. В 1933 году был организован колхоз «Нарым», тогда же была построена школа. К началу Великой Отечественной войны в колхозе имелось, по некоторым данным, около 50 коров, 20 лошадей, свиньи. Луговое (или же Луговой) как посёлок спецпоселенцев относился к Галкинской комендатуре Нарымского округа.
В 1961 году, уже после ликвидации системы спецпоселений, произошло объединение колхозов в долине реки Галки: колхоз «Нарым» (Луговое), колхоз «Верхняя Галка» (из одноимённого поселения выше по течению реки, ныне не существует) и колхозы «Северный луч» и «Труд севера» из села Большая Галка были объединены в колхоз имени Кирова, в результате чего жители Лугового, в основе своей, были переселены в Большую Галку; посёлок Луговое, таким образом, прекратил своё существование.

## Население
По данным на 1938 год в посёлке Луговой проживало 184 человека спецпоселенцев, в том числе 41 мужчина, 49 женщин и 94 ребёнка до 16 лет.
По переписи 1939 года в поселке проживал 361 человек. К 1952 году жителей осталось 30 человек. В последующих переписях посёлок не фиксировался.